# Wacker Chemie
Wacker Chemie AG — німецька транснаціональна хімічна компанія, заснована в 1914 році Олександром Вакером. Компанію контролює родина Вакер, яка володіє понад 50 відсотками акцій. Корпорація управляє більш ніж 25 виробничими майданчиками в Європі, Азії та Америці.
Асортимент продукції включає силіконові каучуки, полімерні продукти, такі як етиленвінілацетатний редиспергований полімерний порошок, хімічні матеріали, полікремній і пластини для напівпровідникової промисловості. Компанія продає свою продукцію більш ніж в 100 країнах. Станом на 31 грудня 2015 року у Wacker працювало 16 972 співробітники. Річний обсяг корпоративних продажів у 2015 році становив близько 5,3 мільярдів євро, що на 10% більше, ніж у 2014 році.
Найбільшим виробничим майданчиком Wacker Chemie є завод у Бургхаузені на південному сході Баварії, Німеччина, де працює близько 10 000 співробітників. Штаб-квартира США знаходиться в Едріані, штат Мічиган.

## Виробничі майданчики Wacker
Wacker має багато виробничих потужностей по всьому світу в Америці, Європі та Азії. Безпосередньо на цих континентах працює 13 500 співробітників, які працюють у виробничій мережі Wacker.
Європейські майданчики
- Бургхаузен
- Кельн
- Галлі
- Холо
- Єна
- Лев
- Нюнхріц
- Пльзень
- Щецин
- Амстердам

Американські майданчики
- Адріан
- Калверт Сіті
- Чарльстон
- Чіно
- Едівіль
- Покоління
- Північний кантон

Азійські майданчики
- Джінчхон
- Колката
- Нанкін
- Грім
- Ульсан
- Цукуба
- Чжанцзяган